# Bee Gees Tomorrow (EP2)

## Közreműködők
- Barry Gibb – ének, gitár
- Maurice Gibb – ének,  gitár, zongora, basszusgitár
- Colin Petersen – dob
- stúdiózenészek
- Vince Melouney – gitár (Suddenly, Whisper Whisper)

## A lemez dalai
- Tomorrow Tomorrow  (Barry és Maurice Gibb) (1969), mono 4:05, ének: Barry Gibb
- Suddenly  (Barry, Robin és Maurice Gibb)  (1968), mono 2:29, ének: Maurice Gibb
- Sun In My Morning  (Barry és Maurice Gibb)  (1969), mono  2:57, ének: Barry Gibb
- Whisper Whisper  (Barry, Robin és Maurice Gibb)  (1968), stereo 3:24,, ének: Barry Gibb